# Нік Дандолос
Ніколас Андреас Дандолос (відоміший як Нік Грек; 27 квітня 1883, Ретимно — 25 грудня 1966) — американський азартний гравець грецького походження, шулер і світський лев. В 1979 році був включений до Зали слави покеру.

## Біографія
Народився 27 квітня 1883 року в місті Ретимно на острові Крит. Батько Ніка був забезпеченим торговцем килимами, він зробив все для того, щоб Ніколас отримав гідне виховання та освіту. До 18 років Дандолос вивчав філософію в релігійному коледжі.
Дід Дандолоса вирішив, що онукові пора подивитися світ і почати жити самостійним життям, тому що слово діда було законом, Нік відправився в США. Родичі сподівалися, що в Америці Ніколас вступить до університету, а потім повернеться на батьківщину, але їх надії не виправдалися. У Сполучених Штатах Нік нехтував навчанням, зате став активно грати в азартні і карткові ігри.
Першим американським містом, в якому поселився Нік, було Чикаго, де Нік прожив 10 років. Він жив на гроші діда і спілкувався з місцевими гангстерами. У ті роки в Чикаго в азартні ігри грали в основному на «плавучих казино», азартні розваги ще не були легальними, а професійні картярі були тісно пов'язані з кримінальними групами.
Вперше удача Дандолосу прийшла на іподромі Blue Bonnets в Монреалі. Нік виграв $ 500 000, але цю суму він швидко програв у карти. Нік любив грати в крепс і покер, він заробляв на життя тим, що обігравав місцевих жителів, які не вміли грати професійно.
У 1940-ві роки про нього вже ходили легенди. Говорили, що Нік виграв мільйон доларів у одного гравця з Техасу, але гроші Дандолос не взяв, а замість цього порадив опонентові кинути палити. Ще говорили про те, що Грек програв $ 1 500 000 в кості, граючи в одному закладі впродовж 12 днів. До того ж, Нік Грек був учасником легендарного турніру, який проходив у казино «Підкова» з січня по травень 1949 року. Нік грав проти Джонні Мосса, але в підсумку переміг Мосс.
Дандолос був одним з найкращих шулерів свого часу. Він умів грати в карткові ігри та крепс професійно, тому міг вигравати і без шулерства, але все ж він волів бути впевненим у своїй перемозі, тому часто використовував різні прийоми, які допомагали йому виграти. Він використовував різні технічні новинки. Нік зняв номер в готелі з видом на казино, посадив біля вікна спостерігача з біноклем і рацією. Під час гри Дандолос сідав біля стіни, а суперник, що не очікував підступу, опинявся спиною до вікна. Про карти суперника Ніколаса по рації повідомляв спостерігач з біноклем. Ходили чутки, що за допомогою цього тюка Грек досить швидко заробив близько $ 500 000.
Нік волів грати за найвищими ставками, але гроші його мало цікавили. Він не засмучувався, коли програвав і не особливо радів, коли вигравав. Грек грав на гроші тому, що не уявляв своє життя без азартних розваг. До того ж Ніколас займався благодійністю, величезні суми він жертвував на лікарні та школи. За своє життя Нік пропустив через свої руки приблизно півмільярда, 73 рази багато вигравав, стільки ж разів спускав майже все, і близько 20 мільйонів віддав на благодійність.
Помер 25 грудня 1966 року. В американських газетах написали, що «помер король гравців».

## Пам'ять
У 1968 році вийшла книга Теда Текрі «Азартні ігри. Секрети Ніка Грека». У 1978 році з'явився біографічний роман Гаррі Петракіса «Нік Грек».
Також кумедний епізод в опублікованій уперше в 1985 році автобіографії «Ви, звичайно, жартуєте, містер Фейнман!» присвятив «Греку» колега і «співавтор» Ейнштейна з атомної бомби Річард Фейнман. Він зображує Ніка не тільки хитруном і психологом, що буквально читав думки наміченої жертви, але і володарем своєрідного філософського світогляду, та й просто «симпатичним і привабливим чоловіком».
У 1979 році ім'я Дандолоса було увічнено в почесній галереї в Залі слави покеру Binion's Horseshoe Hotel.
На честь Дандолоса взяв собі прізвисько «Грек» відомий сучасний гравець Арчі Карас.
Кінорежисер Гай Річі назвав Ніком Греком персонажа свого фільму «Карти, гроші та два стволи, що димлять».
Фігурує Нік Грек і у фантастичному романі американського письменника Майка Резніка «Аванпост». Книжковий Нік, на відміну від кіношного, віртуозний гравець у карти. Але народився він далеко від Криту — це представник інопланетної раси, що звик до людських забав.
У 2009 році Говард Шварц, директор з маркетингу та редактор Gamblers Book Club, на прохання газети Sun назвав п'ять найазартніших гравців, які зробили найбільший внесок у розвиток грального бізнесу з дня його легалізації в штаті Невада. «Чарт» відкрив Нік Дандолос, в якому, як вважає Шварц, втілився буйний і примхливий дух Лас-Вегаса.